# IC 4608
IC 4608 ist eine Balken-Spiralgalaxie vom Hubble-Typ SBm im Sternbild Apus am Südsternhimmel. Sie ist schätzungsweise 124 Millionen Lichtjahre von der Milchstraße entfernt. 
Das Objekt wurde am 23. Juli 1900 von DeLisle Stewart entdeckt.